# Французский средневековый город

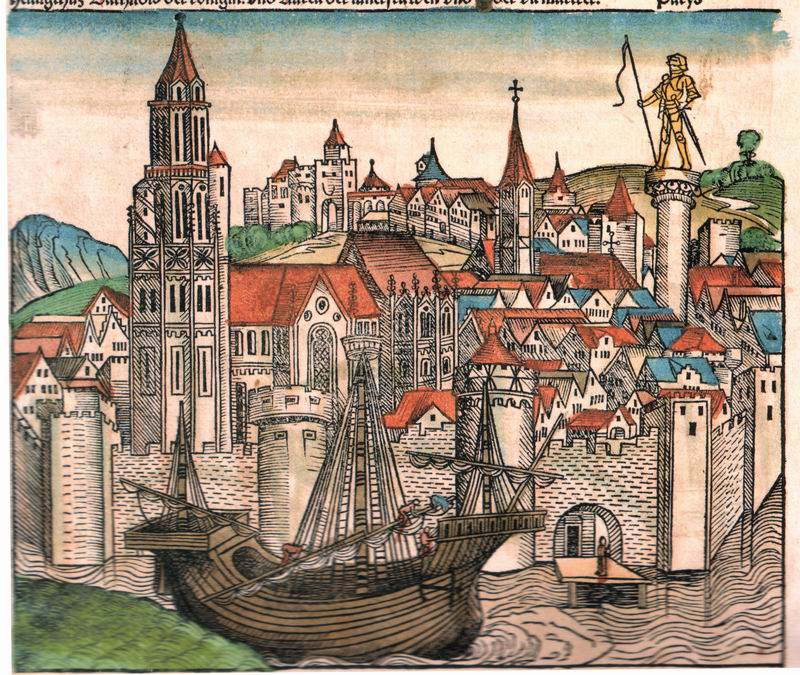
Париж, XV век

Французский средневековый город представлял собой поселение, населенное по большей части ремесленниками и купцами, в то же время имел собственную выборную администрацию, чиновничество (как правило, назначаемое королём или сеньором, на чьей земле он располагался) и собственный договор с сеньором или короной, включавший в себя определенный набор вольностей и свобод

## Возникновение города. Городская хартия
В большинстве своём, города возникали около речных бродов, где собирались ремесленники, чтобы продать свои изделия путникам, пересекавшим реку. Когда купцов становилось особенно много, тогда возникали небольшие поселения, со временем развивавшиеся в города.

## Административная власть

### Гражданская администрация

#### Королевский прево
Прево́ (фр. prévôt, от лат. præpositus — начальник) — чиновник, выполнявший судебные, административные и фискальные функции. Если город находился на территории сеньора, назначался им же (в таком случае должность именовалась «сеньориальный», или в русском переводе — «господский» прево). Должность появилась в начале XI века, причем среди прочего в обязанности прево входили надзор за городским строительством и сбором королевских налогов — что приводило к огромным злоупотреблениям. Чтобы пресечь их, прево сделали подотчётным вначале бальи, затем дополнительно сенешалю. В последние века существования этой должности прево стал судьёй низшей, первой инстанции. Должность окончательно исчезла в XVIII веке. Как правило, на должность прево назначались люди незнатные.

#### Купеческий прево
Этот чиновник был главой местной купеческой корпорации. В его обязанности входил надзор за чиновниками, проверявшими количество и качество зерна (т. н. mesureurs de blé), собранного для хранения в городских амбарах, чиновниками, обязанными проверять качество вина (crieurs de vin), чиновниками, измерявшими вместимость сосудов (jageurs), и содержателями таверн, за закупкой и проверкой качества мер и весов, предназначенных для торговли. Назначался непосредственно королём, чьим ленником считался.

#### Эшевены
Появились в меровингскую эпоху (ок. 660 года), причём вначале были заседателями и чиновниками в сеньориальном суде, подчиняясь непосредственно сеньору и назначаясь им. В каролингскую эпоху превратились в законников и ординарных судей, выбирались горожанами и заседали в городском суде. Их избрание подтверждалось королём, и они непосредственно подчинялись королевскому прево. Позже исполняли как судебные, так и полицейские функции, назначались сеньором или выбирались горожанами, составляя капитул. Обычно их число варьировалось от четырех до двенадцати, в зависимости от города. Должность упразднена во время французской революции, обязанности эшевенов наследовали мэр и городской совет.

### Военная администрация
Военную администрацию возглавлял городской капитан (фр. capitaine de ville), назначавшийся сеньором, на чьей земле располагался город, или непосредственно королём, если город принадлежал короне. В его функции входило командование городским гарнизоном и оборона города при нападении — в частности, он мог приказать в случае необходимости разрушить предместья, что лишало потенциального противника возможности использовать их при осаде, и ведал строительством городских укреплений.
Должность возникла в первой половине XIV в. и постепенно исчезла после конца Столетней войны, слившись с должностью бальи (в документах этого периода встречаются отметки о назначении «капитаном и бальи»). Под началом капитана (позже — бальи) находился городской гарнизон и местное ополчение, участие в котором было одной из городских повинностей.